# 규리촌
규리촌(鳩里村)은 효고현 가코군에 있던 촌이다. 현재 가코가와시 가코가와마치 중 대체로 국도 2호선 이남의 지역이다.

## 개요
가코가와정 남부에서 주로 주택가로 사용되는 지역이다.

## 역사
- 1889년 4월 1일 - 정촌제 시행에 의해 가코군 규리촌이 성립하였다.
- 1929년 3월 20일 - 가코가와시에 편입해, 동일 규리촌은 폐지되었다.

## 참고문헌
- 加古川市『加古川市史』 第3巻 近・現代編、加古川市、95頁。